# Eduard Mahler
Eduard Mahler (* 28. September 1857 in Ziffer, Ungarn; † 29. Juni 1945 in Budapest) war ein ungarischer Orientalist, Naturwissenschaftler und Archäologe.

## Leben
Mahler studierte von 1876 bis 1880 Mathematik und Physik an der Universität Wien. Von 1882 bis zum Tode von Theodor Oppolzer 1886 arbeitete er in dessen wissenschaftlichem Labor. Anschließend war er wissenschaftlicher Assistent bei einer königlich österreichischen Kommission. Bereits in frühen Jahren beschäftigt er sich mit Orientalistik, Vorderasiatische Archäologie (Assyriologie) und Ägyptologie, Fächer die er als Privatdozent an der Budapester Universität lehrte. 1889 wurde er von Schweden und Norwegen mit dem königlichen Medaille „litteris et artibus“ ausgezeichnet. 1898 wurde er offizieller Vertreter des Ungarischen Nationalmuseums.

## Werke
- Fundamentalsätze der Allgemeinen Flächentheorie, Wien, 1881.
- Astronomische Untersuchung über die in der Bibel erwähnte ägyptische Finsterniss, Wien, 1885.
- Die Centralen Sonnenfinsternisse, Wien, 1885.
- Biblische Chronologie und Zeitrechnung der Hebräer, Wien, 1887.
- Fortsetzung der Wüstenfeld'schen Vergleichungs-Tabellen der Muhammedanischen und Christlichen Zeitrechnung, Leipzig, 1887.
- Chronologische Vergleichungs-Tabellen, Wien, 1889
- Die Jahresrechnung bei den Assyrern, Wien 1890
- Maimonides' Kiddusch-Hachodesch, Wien, 1890 (übersetzt und erläutert).
- Handbuch der jüdischen Chronologie, Leipzig, 1916 [in: Grundriss der Gesamtwissenschaft des Judentums] (Nachdruck: Hildesheim, 1967).

Neben vielen Veröffentlichung in ungarischer Sprache hat er zahlreiche Artikel in deutschen Zeitschriften publiziert:
- Zeitschrift der Deutschen Morgenländischen Gesellschaft
- Sitzungsberichte der Kaiserlichen Akademie der Wissenschaften
- Journal Asiatique
- Zeitschrift für Assyriologie
- Zeitschrift für Mathematik und Physik
- Zeitschrift für ägyptische Sprache und Alterthumskunde